# لشتركي شمس (ديناران)
لشترکي شمس (بالفارسية: لشترکی شمس) هي منطقة سكنية تقع في إيران في قسم دیناران الريفي.